# Oasis
Pour les articles homonymes, voir Oasis (homonymie).

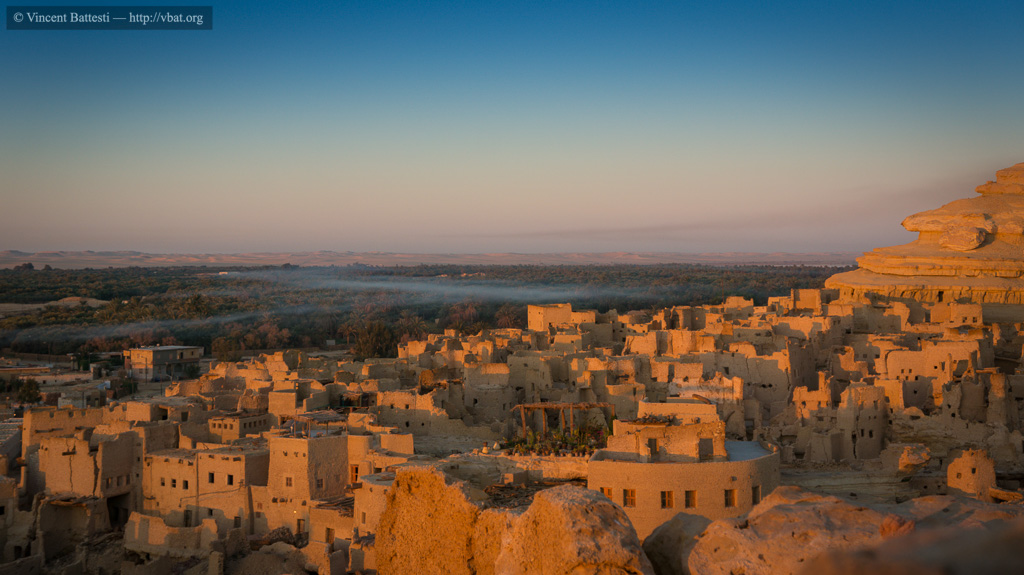
Oasis de Siwa (Égypte, désert libyque) au Sahara.

Une oasis (du grec ancien ὄασις /  óasis) désigne une zone de végétation isolée dans un désert aménagée par les humains pour l'agriculture, tirant profit d'une source d'eau (résurgence d'eaux profondes, nappe phréatique, rivière venant se perdre dans le désert, etc.).

## Nature de l'oasis
Le mot « oasis » est passé dans le langage commun pour désigner un espace réduit au milieu du désert rendu fertile par la présence d’eau. Or, dans sa définition anthropologique et archéologique, une oasis est un terroir créé par la main de l’homme et entretenu par l’introduction d’un système de gestion technique et sociale de la ressource en eau, de matériel biologique et de travail. Cet espace cultivé, mis en culture grâce à l'irrigation (avec par exemple des seguias ou les foggaras au Maghreb) est donc parfaitement artificiel, et sa création et son maintien impliquent une présence humaine et un apport continu de travail; une oasis peut donc être définie comme l’association d’une agglomération humaine et d’une zone cultivée (souvent une palmeraie) en milieu désertique ou semi-désertique,,.
Une palmeraie d’oasis est un espace fortement anthropisé et irrigué qui supporte une agriculture classiquement intensive et en polyculture. L’oasis est intégrée à son environnement désertique par une association souvent étroite avec l’élevage transhumant des nomades (très souvent populations pastorales et sédentaires se distinguent nettement). Cependant, l'oasis s’émancipe du désert par une structure sociale et écosystémique toute particulière. Répondant à des contraintes environnementales, c’est une agriculture intégrée qui est menée avec la superposition (dans sa forme typique) de deux ou trois strates créant ce que l'on appelle « l'effet oasis » :
- la première strate, la plus haute, est formée de palmiers dattiers (le palmier dattier caractérise la plupart des oasis) et maintient la fraîcheur ;
- une strate intermédiaire comprend des arbres fruitiers (oranger, bananier, grenadier, pommier, etc.) ;
- la troisième strate, à l’ombre, de cultures basses (maraîchage, fourrage, céréales).

Une autre constante de la structure oasienne est le travail en planches de culture, une organisation de l’espace appropriée à l’irrigation par inondation.
La présence d’eau en surface ou en sous-sol est nécessaire et la gestion locale ou régionale de cette essentielle ressource est stratégique, mais non suffisante, à la création de tels espaces. Le Sahara, dont les oasis n'occupent qu'un millième de la surface, est l'exemple type de l'actualisation de cette potentialité par les humains, mais pas l'unique. À travers le monde, le système oasien nourrit au moins dix millions de personnes. A contrario, il existe des régions désertiques sans oasis, malgré la présence d’eau (le désert du Kalahari, par exemple).
La création d’oasis est aussi contingente de l'Histoire : de nombreuses oasis ont été créées ou se sont développées pour leur rôle de relais sur des routes commerciales alors en développement (route saharienne de l'or, route asiatique de la soie, etc.).

## Rôle de l'oasis

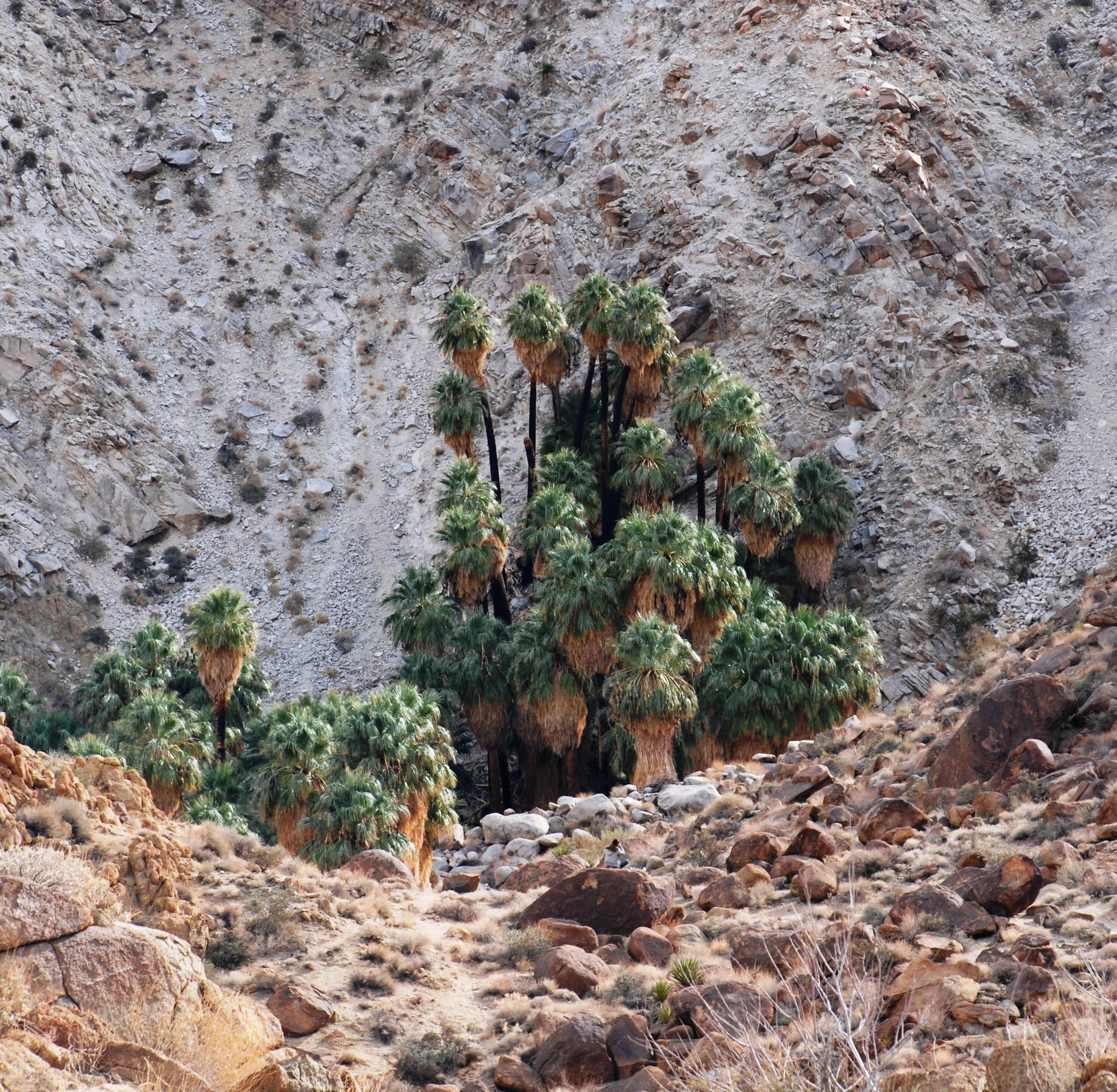
Une oasis avec des palmiers à jupon dans le parc national de Joshua Tree, en Californie.

Les oasis ont sans doute joué un rôle important dans l'établissement des routes commerciales empruntées par les caravanes (transport de marchandises et de voyageurs/pèlerins), qui y trouvaient de quoi se désaltérer et se restaurer. À l'inverse, des oasis ont pu être créées ou développées parce qu'elles pouvaient servir de relais sur ces routes du désert.
Les oasis n'étaient donc pas des points isolés et perdus dans les déserts, mais toujours de véritables plaques tournantes, des hubs. Ces fonctions ont largement diminué avec la diminution du mode de transport chamelier. Il n'en reste pas moins qu'elles sont le foyer d'établissements humains très importants dans le désert (voire des relais pour les migrations contemporaines: les migrants d'Afrique subsaharienne à destination de l'Europe) et d'une production agricole très loin d'être négligeable.

## Développement
Les oasis sont l'objet régulier de projets de développement, nationaux ou internationaux, visant ces territoires comme potentiels agricoles ou touristiques, et témoignant de l'intérêt porté à ces écosystèmes limites en milieu désertique.
Au niveau des ONG et associations, il existe par exemple le Réseau associatif de développement durable des oasis, (RADDO) créé en 2001 qui rassemble des associations de diverses régions du Sahara en Tunisie, en Algérie, au Maroc, en Mauritanie, au Niger et au Tchad. Son but — emblématique des approches environnementalistes récentes — est d'enrayer le déclin des oasis d'Afrique du Nord et la dégradation de leur écosystème par la mise en place d'actions d'amélioration de la gestion de l'eau et de la production de semences, d'aide à la diversification des activités et à la formation à l'agrobiologie.
L'extension des zones cultivées peut amener à une surexploitation de réserves d'eau souvent fossiles ou peu renouvelables.
Ce fut largement le cas en Tunisie, par exemple, où la région du Jérid (Sud-Ouest, gouvernorat de Tozeur) vivait de l'eau de ses sources « naturelles »; elle ne dépend plus aujourd'hui que de forages modernes équipés de puissants moteurs: la surexploitation des nappes aquifères profondes (Complexe terminal et Continental intercalaire) a finalement épuisé ces sources « naturelles » (elles sont toutes à sec aujourd'hui) et, si l'on peut dire, leurs gestions locales techniques et sociales,.

## Exemples
- Afghanistan
  - Khulm[9], etc.
- Algérie[10]

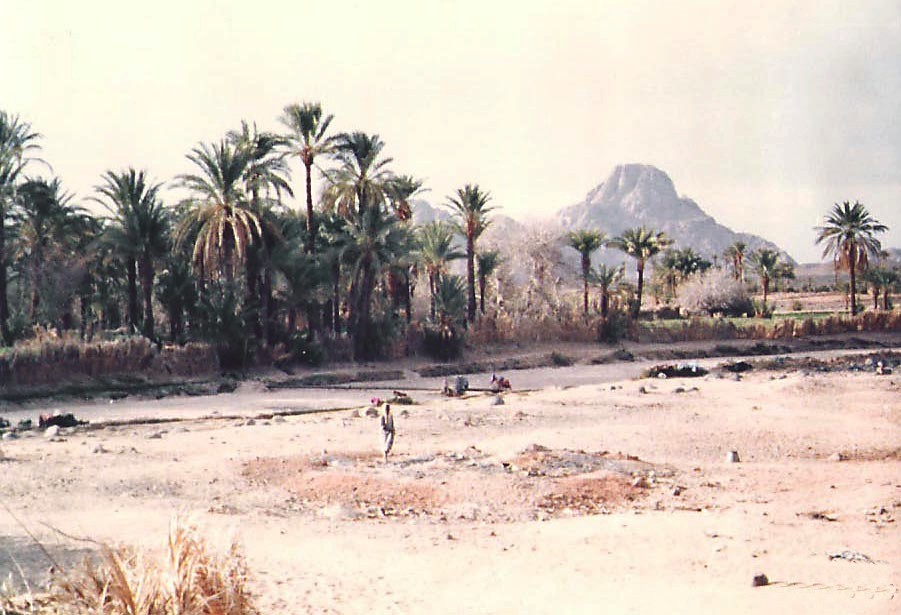
Oasis d'Idles, en Algérie.

  - Béni Abbès, Bou Saâda, Djanet, Essendilène, Ghardaïa, Marhouma, Ouargla[11], Oued Righ, Ougarta, Tabelbala, Tamanrasset, Timimoun, Tolga, Touat, Touggourt, Zaatcha, Zeghamra, etc.
- Arabie saoudite
  - Al-Hassa, Qatif, etc.
- Chili
  - San Pedro de Atacama, etc.
- Chine
  - Tourfan (Xinjiang), etc.
- Égypte
  - Al-Bahariya, Ad-Dakhla, Al-Farafra, Al-Fayoum, Al-Kharga, Sitra, Siwa.
- Iran
  - Tabas, etc.
- Libye
  - Awjila, Dakhel[12], Jalo, Waddan, Houn, Mourzouq[13], Sabha, Ghadamès[13], Ghat[13], Koufra, etc.
- Maroc
  - Figuig, Aïn Chaïr, Er-Rachidia, Zagora, Tafilalet, Tinghir, Tighmert, Asrir, Tata, Goulmima, Ouarzazate (Fint), etc.
- Mauritanie
  - Tergit, Mhaïreth, Varesse, Lagueila, etc.
- Niger
  - Bilma, etc.
- Ouzbékistan
  - Tachkent[14], etc.
- Pérou
  - Huacachina, etc.
- Soudan
  - Dongola, Atbara, Wadi Halfa, etc.
- Syrie
  - Damas[15], Palmyre, etc.
- Tunisie
  - Chebika, Tamerza, Midès, Ksar Ghilane, Tozeur, Nefta, Kébili, Gabès, Douz, etc.
- Turkménistan
  - Merv, Tejen, etc.
- Yémen
  - Chibam, Tarim, etc.